# غلستانة (حومة بيجار)
غلستانة (بالفارسية: گلستانه) هي قرية تقع في إيران في حومة. يقدر عدد سكانها بـ 28 نسمة بحسب إحصاء 2016.